# Sofia di Baviera
Sofia di Baviera (nome completo in tedesco Sophie Friederike Dorothea Wilhelmine Prinzessin von Bayern; Monaco di Baviera, 27 gennaio 1805 – Vienna, 28 maggio 1872) era la terza figlia del re Massimiliano I Giuseppe di Baviera e della seconda moglie Carolina di Baden.
Fu principessa di Baviera per nascita; fu arciduchessa d'Austria e principessa d'Ungheria, Boemia, Croazia e Slavonia per matrimonio, come sposa di Francesco Carlo d'Asburgo-Lorena, secondo figlio maschio dell'imperatore Francesco I. È nota principalmente in quanto madre dell'imperatore Francesco Giuseppe I d'Austria.

## Biografia
Sofia aveva un fratello maggiore, Massimiliano Giuseppe Federico, una sorella gemella, Maria Anna, una sorella minore Ludovica, futura madre di Elisabetta e due sorelle gemelle maggiori, Elisabetta Ludovica di Baviera e Amalia Maria Augusta. Invece Ludovico (divenuto poi Ludovico I di Baviera) e le principesse Augusta Amalia Ludovica, Carolina Augusta (sua futura suocera) e Carlo Teodoro Massimiliano Augusto erano suoi fratellastri e sorellastre, nati dal primo matrimonio del padre.

### I progetti imperiali

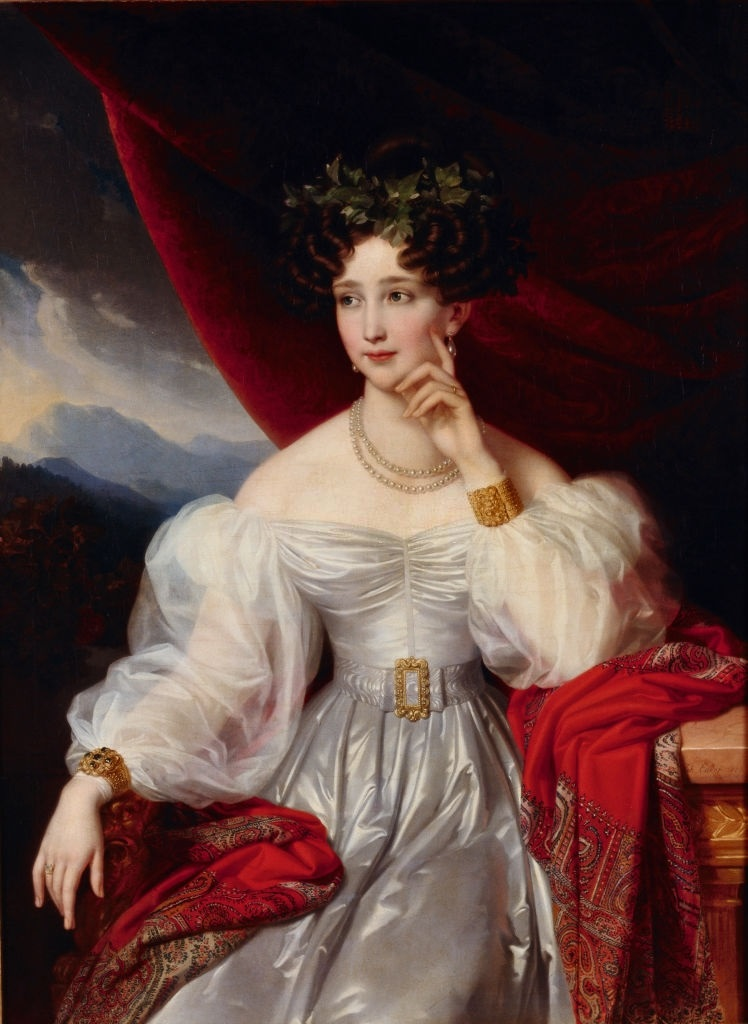
Ritratto dell'arciduchessa Sofia di Baviera (1830)

L'ambiziosa e intelligente Sofia volle che il primogenito ricevesse subito un'educazione consona al ruolo di imperatore. Riuscì infatti, in seguito alle rivoluzioni del 1848, a far abdicare il 2 dicembre il cognato, l'imperatore Ferdinando I d'Austria, gravemente malato di epilessia e intellettivamente limitato, e convinse il marito Francesco Carlo a rinunciare ai diritti sul trono. Quest'ultimo infatti non aveva mai negato di essere totalmente disinteressato alla politica e desideroso di svolgere una vita tranquilla senza il peso della corona. Sofia ne era al corrente e preferì rinunciare ad essere imperatrice per essere invece la potente madre di un imperatore. Per tutta la vita, infatti, Sofia si dedicò a consigliare il figlio, influenzandone la politica.

### Il rapporto con la nuora
Sofia riteneva, inoltre, assai importante l'individuazione di una principessa adatta a ricoprire il ruolo di imperatrice consorte. La scelta, alla fine, cadde sulla umile e docile Elena di Baviera, figlia di sua sorella minore Ludovica. Nel conoscere la futura cognata Elisabetta, però, Francesco Giuseppe ne rimase così affascinato da preferire quest'ultima al posto della prescelta Elena. Sofia non era molto d'accordo con questa decisione ma l'imperatore fu irremovibile. L'arciduchessa fu dunque vittima del suo grandissimo amore per il figlio e per il suo Paese. 
È, tuttavia, sbagliato affermare che detestasse la nuora: entrambe avevano un carattere indubbiamente molto forte ed erano di mentalità inconciliabili. Elisabetta aveva ricevuto un'educazione liberale, lontana dai cerimoniali, mostrando un temperamento moderno per l'epoca e mal tollerando gli obblighi di corte; al contrario Sofia pensava esclusivamente al bene della dinastia asburgica e alla salvaguardia dell'impero, del quale conservava una concezione assolutista. È pertanto un errore ritenere Sofia la suocera che ostacolò la vita della nuora in tutte le sue decisioni: l'arciduchessa pensava solo al bene della dinastia asburgica e dell'Impero austriaco.
Con l'irrequieta nuora, comunque, iniziarono subito i problemi. La situazione precipitò quando nacque la prima nipote: Elisabetta voleva educare e tenere vicino a sé la figlia, Sofia invece riteneva che il compito spettasse soltanto a lei. Francesco Giuseppe diede ragione alla madre e, per tutta reazione, la moglie iniziò ad intraprendere una serie di viaggi per l'Europa, per fuggire dall'ambiente familiare opprimente.
Un altro punto di disaccordo tra zia e nipote fu l'Ungheria: Sofia detestava gli ungheresi, popolo a suo avviso ribelle e ingovernabile; Elisabetta, spinta dal padre all'amore per quella terra sin dall'adolescenza, fu sempre più vicina al popolo magiaro piuttosto che agli austriaci.

### Il figlio Massimiliano

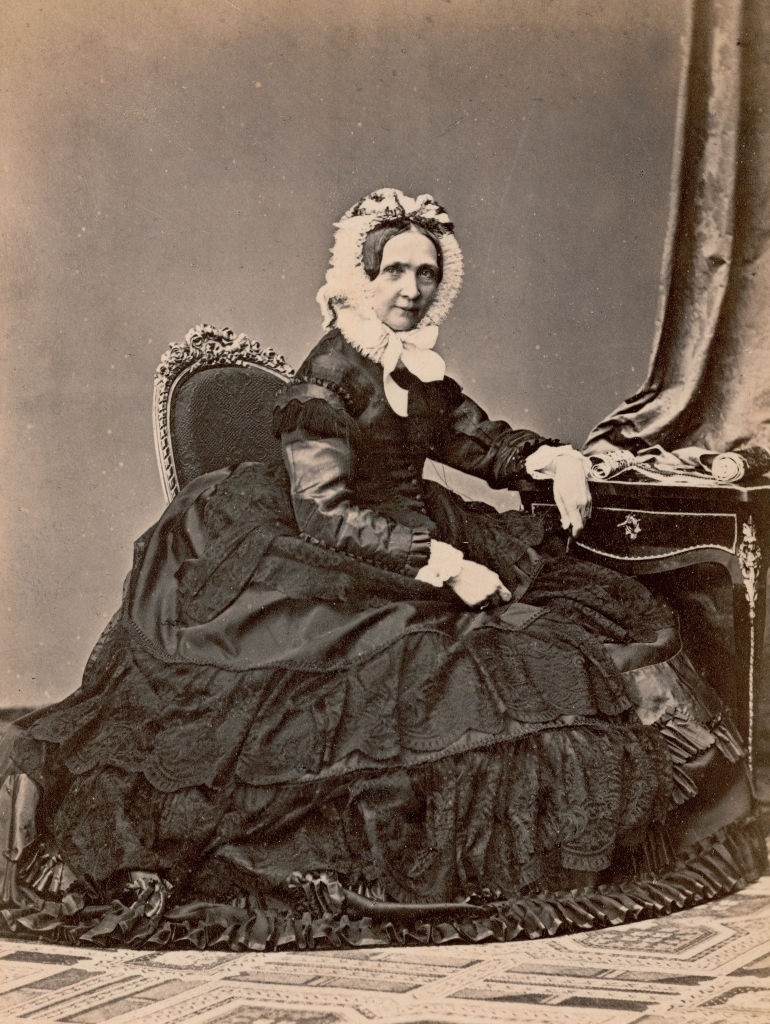
L'arciduchessa nel 1866

Il figlio prediletto da Sofia era però il secondogenito Massimiliano Ferdinando, molto amato dal popolo.
Massimiliano nacque alla corte di Vienna proprio mentre vi si spegneva l'Aiglon, Napoleone II, l'unico sfortunato figlio di Napoleone Bonaparte e Maria Luisa d'Asburgo-Lorena: il giovane, debole e d'animo sensibile, era unito a Sofia da un profondo e fraterno affetto, tanto che i due si vedevano ogni giorno e la giovane arciduchessa era arrivata a cedergli le soleggiate stanze della reggia a lei destinate, in sostituzione di quelle umide e più squallide che il ragazzo occupava.
Durante l'agonia Sofia, incinta di nove mesi, si offrì di comunicarsi con il ragazzo appena ventunenne affinché non si rendesse conto dell'imminente fine.
Alcune malelingue attribuirono al giovane Napoleone la paternità di Massimiliano: tale voce, però, è da ritenersi del tutto priva di fondamento.
Nel 1864 Massimiliano, in parte spinto dall'ambiziosa e bella moglie Carlotta del Belgio, aveva accettato di diventare imperatore del Messico ma questa decisione gli risultò fatale: nel 1867 i rivoluzionari messicani lo condannarono a morte, e nessun regnante europeo intervenne.
La notizia ebbe un forte impatto tra le case regnanti; per Sofia, la madre, lo shock fu tale che non si riprese mai più e non uscì più dalla sua stanza.

### Morte

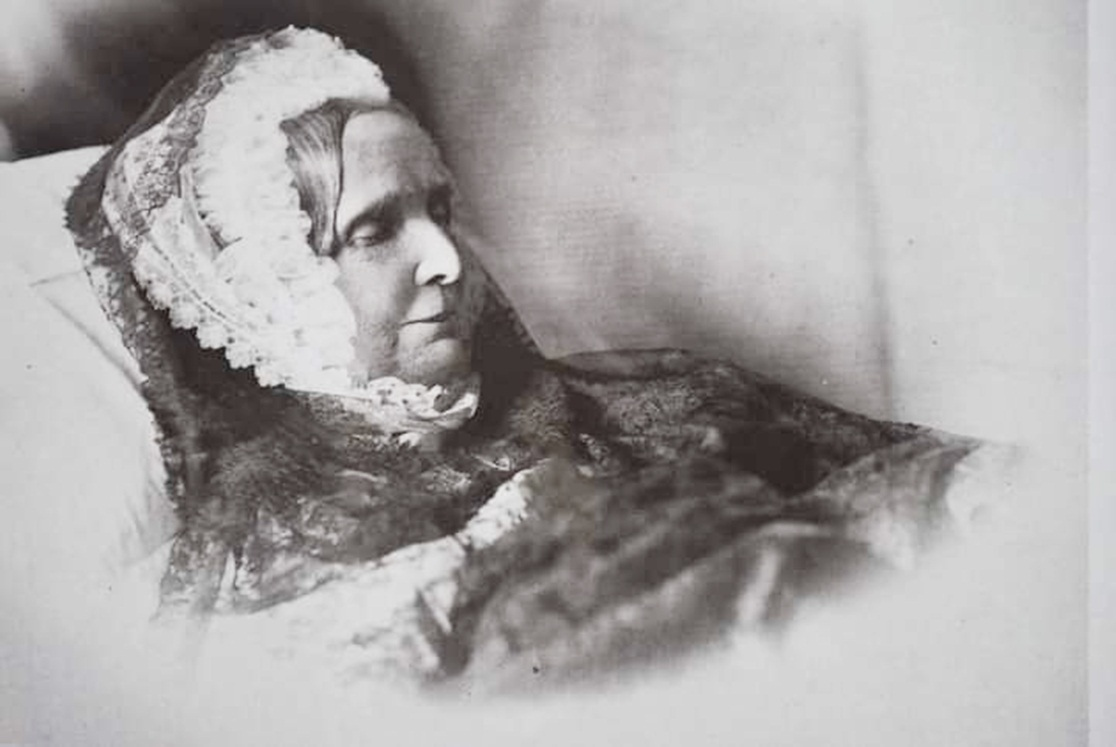
L'arciduchessa Sofia di Baviera fotografata sul letto di morte (1872)

Il 9 maggio 1872, Sofia fu colpita da un raffreddore che si trasformò in polmonite. Le sue condizioni parvero subito disperate. Per dieci giorni la famiglia imperiale rimase al suo capezzale; Elisabetta, che si trovava a Merano, tornò di corsa a Vienna. 
Sofia Federica Dorotea Guglielmina morì alle tre di notte del 28 maggio 1872 all'età di 67 anni. Per l'Austria fu come perdere l'effettivo imperatore. Per Francesco Giuseppe fu la fine di ogni sostegno affettivo, morale e politico.

## Matrimonio e discendenza

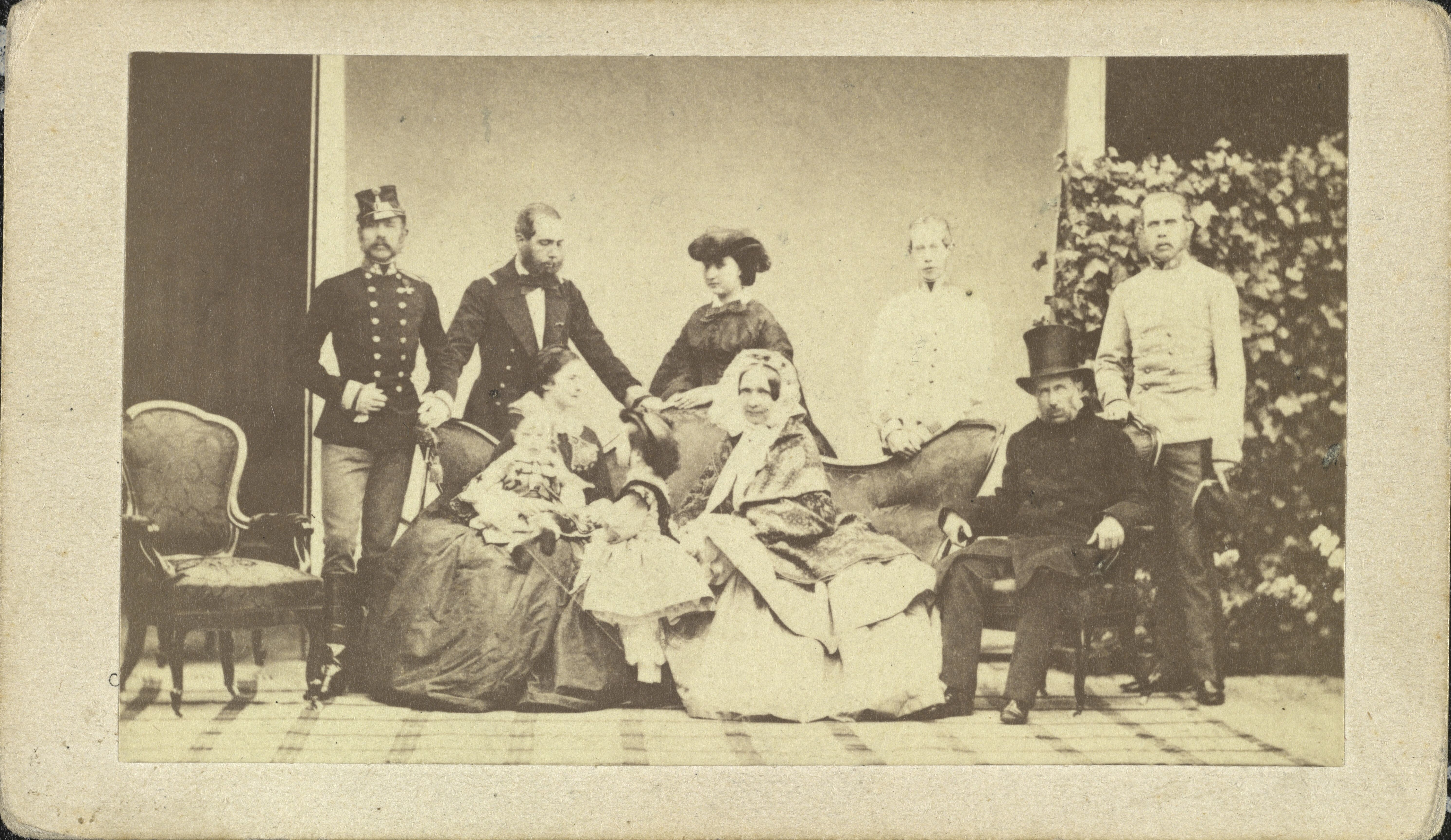
La famiglia di Francesco Carlo e Sofia d'Asburgo nel 1861

Il 4 novembre 1824 sposò Francesco Carlo d'Asburgo-Lorena, arciduca d'Austria, figlio dell'imperatore Francesco I e fratello di Ferdinando I.

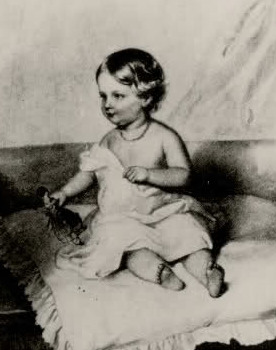
Maria Anna Carolina Annunziata Giovanna Gabriella Teresa Caterina Margherita Filomena (1835-1840)

Dopo cinque aborti, il medico di corte prescrisse a Sofia una serie di bagni termali presso Bad Ischl. Il risultato, casuale o no, fu che ebbe cinque figli in poco più di dieci anni:
- Francesco Giuseppe I d'Austria (18 agosto 1830 - 21 novembre 1916). Sposa , nel 1854, Elisabetta di Baviera da cui avrà 4 figli.
- Massimiliano I del Messico (6 luglio 1832 - 19 giugno 1867). Sposa, nel 1857, Carlotta del Belgio da cui adotterà 2 figli.
- Carlo Ludovico (30 luglio 1833 - 19 maggio 1896). Sposa, nel 1856, Margherita di Sassonia di cui rimane vedono nel 1858. Sposa, nel 1862, Maria Annunziata delle Due Sicilie di cui rimane vedovo nel 1871. Infine, sposa, nel 1873, Maria Teresa di Portogallo. Ha avuto 6 figli.
- Maria Anna (27 ottobre 1835 - 5 febbraio 1840), morì per epilessia.
- Ludovico Vittorio (15 maggio 1842 - 18 gennaio 1919), celibe.

## Importanza storica
Sebbene attualmente la figura dell'arciduchessa Sofia sia condizionata dalla rigida e inflessibile immagine interpretata da Vilma Degischer nei tre film su Sissi che vedevano come protagonista Romy Schneider, è da sottolineare l'importanza del ruolo che ricoprì a Schönbrunn. La nuora Elisabetta, infatti, era lontana per i suoi continui viaggi in Europa; Sofia ne faceva le veci con instancabile padronanza di sé a Vienna e in tutto l'Impero. L'arciduchessa, poi, era una vera esperta di politica internazionale ed in grado di gestire il governo del Paese e le relazioni estere con coerenza e decisione. 

## Ascendenza
|                                            |                         |                                                 | Genitori                                     |  |  | Nonni |  |  | Bisnonni                                 |  |  | Trisnonni                                          |  |
|                                            |                         |                                                 |                                              |  |  |       |  |  | Cristiano III del Palatinato-Zweibrücken |  |  | Cristiano II del Palatinato-Zweibrücken-Birkenfeld |  |
|                                            |                         |                                                 |                                              |  |  |       |  |  | Cristiano III del Palatinato-Zweibrücken |  |  | Cristiano II del Palatinato-Zweibrücken-Birkenfeld |  |
|                                            |                         | Caterina Agata di Rappoltstein                  |                                              |  |  |       |  |  | Cristiano III del Palatinato-Zweibrücken |  |  |                                                    |  |
| Federico Michele di Zweibrücken-Birkenfeld |                         |                                                 |                                              |  |  |       |  |  | Cristiano III del Palatinato-Zweibrücken |  |  |                                                    |  |
|                                            |                         | Carolina di Nassau-Saarbrücken                  | Luigi Cratone di Nassau-Saarbrücken          |  |  |       |  |  |                                          |  |  |                                                    |  |
|                                            |                         | Carolina di Nassau-Saarbrücken                  | Luigi Cratone di Nassau-Saarbrücken          |  |  |       |  |  |                                          |  |  |                                                    |  |
|                                            |                         | Carolina di Nassau-Saarbrücken                  | Enrichetta Filippina di Hohenlohe-Langenburg |  |  |       |  |  |                                          |  |  |                                                    |  |
| Massimiliano I Giuseppe di Baviera         |                         | Carolina di Nassau-Saarbrücken                  |                                              |  |  |       |  |  |                                          |  |  |                                                    |  |
|                                            |                         | Giuseppe Carlo del Palatinato-Sulzbach          | Teodoro Eustachio del Palatinato-Sulzbach    |  |  |       |  |  |                                          |  |  |                                                    |  |
|                                            |                         | Giuseppe Carlo del Palatinato-Sulzbach          | Teodoro Eustachio del Palatinato-Sulzbach    |  |  |       |  |  |                                          |  |  |                                                    |  |
|                                            |                         | Giuseppe Carlo del Palatinato-Sulzbach          | Maria Eleonora d'Assia-Rotenburg             |  |  |       |  |  |                                          |  |  |                                                    |  |
| Maria Francesca del Palatinato-Sulzbach    |                         | Giuseppe Carlo del Palatinato-Sulzbach          |                                              |  |  |       |  |  |                                          |  |  |                                                    |  |
|                                            |                         | Elisabetta Augusta Sofia del Palatinato-Neuburg | Carlo III Filippo del Palatinato             |  |  |       |  |  |                                          |  |  |                                                    |  |
|                                            |                         | Elisabetta Augusta Sofia del Palatinato-Neuburg | Carlo III Filippo del Palatinato             |  |  |       |  |  |                                          |  |  |                                                    |  |
|                                            |                         | Elisabetta Augusta Sofia del Palatinato-Neuburg | Ludwika Karolina Radziwiłł                   |  |  |       |  |  |                                          |  |  |                                                    |  |
| Sofia di Baviera                           |                         | Elisabetta Augusta Sofia del Palatinato-Neuburg |                                              |  |  |       |  |  |                                          |  |  |                                                    |  |
|                                            | Carlo Federico di Baden | Federico di Baden-Durlach                       |                                              |  |  |       |  |  |                                          |  |  |                                                    |  |
|                                            | Carlo Federico di Baden | Federico di Baden-Durlach                       |                                              |  |  |       |  |  |                                          |  |  |                                                    |  |
|                                            | Carlo Federico di Baden | Amalia di Nassau-Dietz                          |                                              |  |  |       |  |  |                                          |  |  |                                                    |  |
| Carlo Luigi di Baden                       | Carlo Federico di Baden |                                                 |                                              |  |  |       |  |  |                                          |  |  |                                                    |  |
|                                            |                         | Carolina Luisa d'Assia-Darmstadt                | Luigi VIII d'Assia-Darmstadt                 |  |  |       |  |  |                                          |  |  |                                                    |  |
|                                            |                         | Carolina Luisa d'Assia-Darmstadt                | Luigi VIII d'Assia-Darmstadt                 |  |  |       |  |  |                                          |  |  |                                                    |  |
|                                            |                         | Carolina Luisa d'Assia-Darmstadt                | Carlotta di Hanau-Lichtenberg                |  |  |       |  |  |                                          |  |  |                                                    |  |
| Carolina di Baden                          |                         | Carolina Luisa d'Assia-Darmstadt                |                                              |  |  |       |  |  |                                          |  |  |                                                    |  |
|                                            |                         | Luigi IX d'Assia-Darmstadt                      | Luigi VIII d'Assia-Darmstadt                 |  |  |       |  |  |                                          |  |  |                                                    |  |
|                                            |                         | Luigi IX d'Assia-Darmstadt                      | Luigi VIII d'Assia-Darmstadt                 |  |  |       |  |  |                                          |  |  |                                                    |  |
|                                            |                         | Luigi IX d'Assia-Darmstadt                      | Carlotta di Hanau-Lichtenberg                |  |  |       |  |  |                                          |  |  |                                                    |  |
| Amalia d'Assia-Darmstadt                   |                         | Luigi IX d'Assia-Darmstadt                      |                                              |  |  |       |  |  |                                          |  |  |                                                    |  |
|                                            |                         | Carolina del Palatinato-Zweibrücken-Birkenfeld  | Cristiano III del Palatinato-Zweibrücken     |  |  |       |  |  |                                          |  |  |                                                    |  |
|                                            |                         | Carolina del Palatinato-Zweibrücken-Birkenfeld  | Cristiano III del Palatinato-Zweibrücken     |  |  |       |  |  |                                          |  |  |                                                    |  |
|                                            |                         | Carolina del Palatinato-Zweibrücken-Birkenfeld  | Carolina di Nassau-Saarbrücken               |  |  |       |  |  |                                          |  |  |                                                    |  |
|                                            |                         | Carolina del Palatinato-Zweibrücken-Birkenfeld  |                                              |  |  |       |  |  |                                          |  |  |                                                    |  |